# 重要性理論
重要性理論（德語：Wesentlichkeitstheorie），法學名詞，意指對於一般大眾有重要性的事務，應該以法律明訂，不能以行政命令作為規範的依據。這個學說源自德国联邦宪法法院，為德國行政法的核心，也影響到德國憲法。一般來說，所謂的重要性事務，意指社會大眾關心的事務，個人不可以讓渡的基本權利，以及對人民自由權利有拘束性及干涉性的規範。但是如何決定哪些算是重要性事務，在學者間仍有爭議，目前的做法，一般是交由立法機構與法院決定。

## 歷史
1972年3月14日德国联邦宪法法院公布的《刑事執行法判決》，確立了重要性理論原則。